# Đuro Daničić

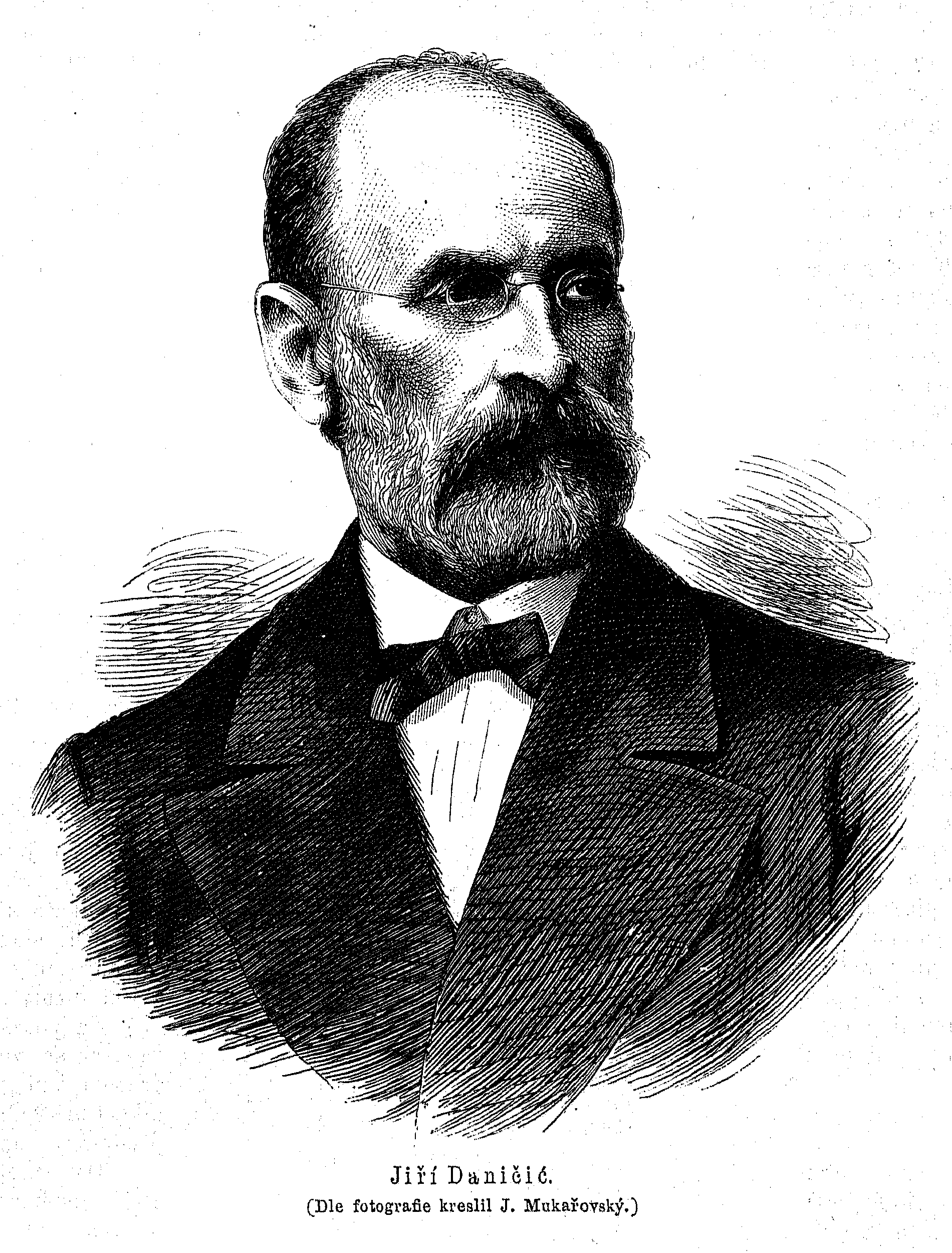
Đuro Daničić (1876)

Đuro Daničić (ursprungligen Popović), född 4 april 1825 i Novi Sad,  död 17 november 1882 i Zagreb, var en serbisk filolog, översättare, lingvist och lexikograf.
Daničić studerade i Budapest och i Wien, där han blev bekant med Franc Miklošič och med Vuk Karadžić, efter vars avlidna dotter Danica han antog namnet Daničić. År 1852 kallades han till Belgrad såsom lärare åt furst Mihailos gemål, blev sedan sekreterare i det serbiska "Lärda sällskapet" och 1859 professor i slavisk filologi i Belgrad. På grund av meningsskiljaktigheter mellan professorerna och regeringen lämnade han båda dessa befattningar, men utnämndes snart till sekreterare i den nybildade Sydslaviska akademien i Zagreb. År 1873 kallades han åter till högskoleprofessor i Belgrad, men tillbringade de sista åren i Zagreb, varifrån hans kropp fördes till Belgrad. 
Daničić inledde sin vetenskapliga verksamhet 1847 med en epokgörande skrift om ortografins reformerande i Karadžićs fonetiska riktning, Rat za srpski jezik i pravopis. Bland hans övriga filologiska arbeten, som behandlar både formlära och syntax, märks Oblici srpskoga ili hrvatskoga jezika (åttonde upplagan 1892), Srpska sintaksa (1858) och Istorija oblika srpskoga ili hrvatskoga jezika do svrštetka XVII vijeka (den serbokroatiska formlärans historia till slutet av 1600-talet, 1874). Dessutom utgav han en utmärkt bibelöversättning, en samling Poslovice (ordstäv, 1871) och flera handskrifter av historiskt och religiöst innehåll. 
Sin största vetenskapliga betydelse har Daničić såsom en av grundläggarna och huvudredaktörerna av Sydslaviska akademiens stora ordboksarbete i Zagreb, Rježnik hrvatskoga ili srpskoga jezika, i vilken han själv medhann bokstäverna A-C (1880-82) och efterträddes av Pero Budmani. Utan att blanda sig i politiska stridsfrågor var Daničić en varm anhängare av den sydslaviska enhetstanken i kulturellt och litterärt hänseende.